# سنگ‌زنی

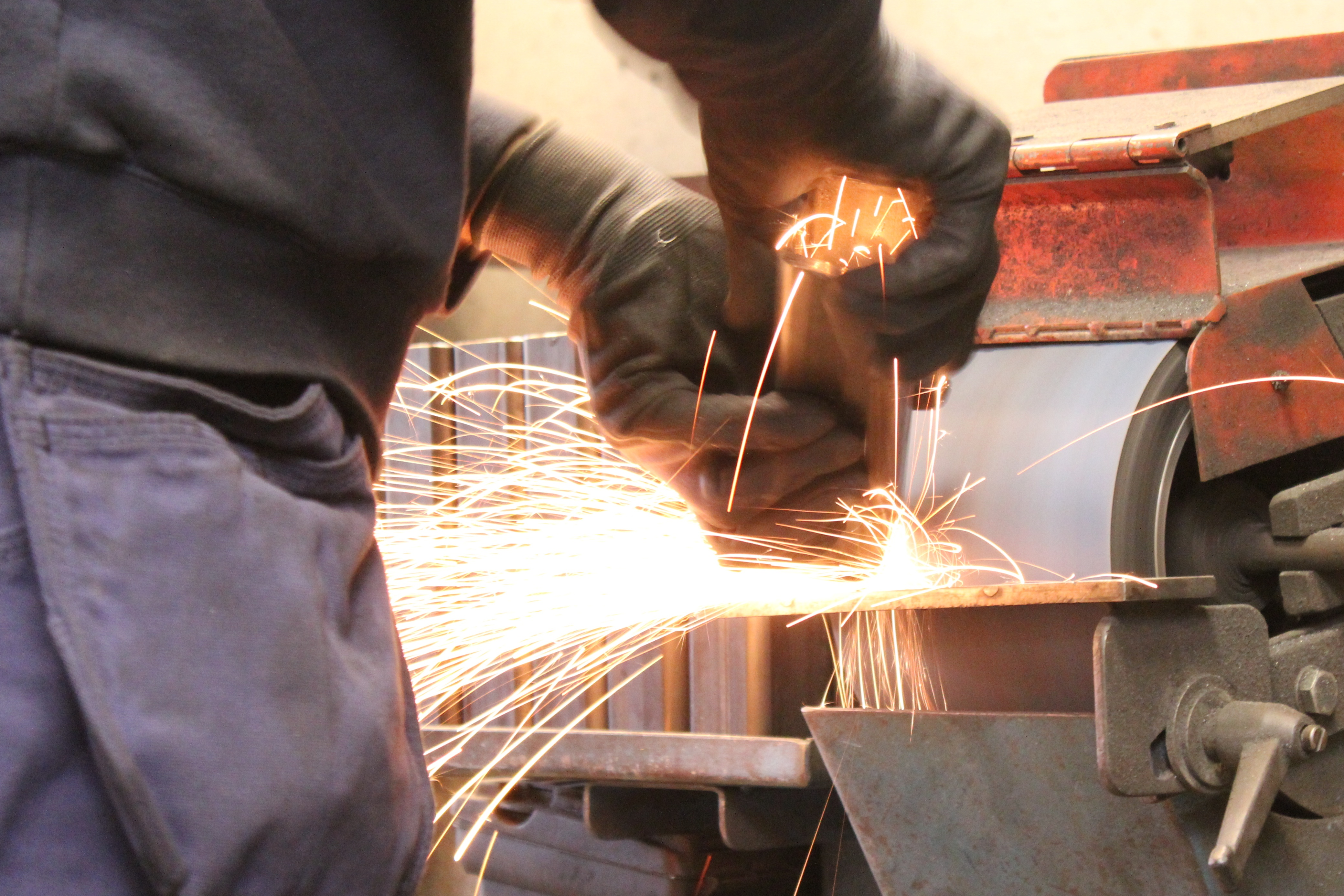
سنگ‌زنی

بزرگنمایی سنگ‌زنی.

سنگ‌زنی (به انگلیسی: Grinding) یک فرایند براده برداریست که عمل برداشتن مواد اضافه روی قطعه را با سایش انجام می‌دهد. هر یک از دانه‌های ساینده روی سطح، بخش کوچکی از قطعه کار را تغییر شکل می‌دهند. معمولاً سنگ‌زنی مرحله نهایی کار روی قطعه است که بعد از آن کیفیت سطح کار بالا رفته و در واقع نوعی پرداخت سطح است.
به فرایند تیز کردن و تصحیح زاویه‌های چرخ سنگ‌زنی و همچنین تمیز کردن سطوح آن از موادی که به سطوح آن چسبیده‌است، دِرِسینگ (dressing) گفته می‌شود. همه چرخ سنگ‌ها، به استثنای سنگ‌های آبکاری شده، نیاز به درسینگ دارند.
در حین عملیات سنگ‌زنی، حرکت اولیه برشی می‌تواند به قطعه کار یا به ابزار اعمال شود، که به هندسه آن‌ها بستگی دارد. محیط سنگ‌زنی شامل ذرات سختی مانند کاربید سیلسیم یا آلومین است که با یک نگه دارنده (ماتریس) به یکدیگر چسبانده شده‌اند. از آنجا که اندازه ذرات سخت در یک محدوده تغییر می‌کند و این ذرات معمولاً با جهت‌های تصادفی در داخل ماتریس قرار می‌گیرد تعریف ضخامت براده تغییر شکل نیافته برای هر لبه برشی غالباً مشکل است اما بین مقادیر ۰٫۰۲۵ تا ۰٫۰۰۰۲۵ میلی‌متر حدوداً تغییر می‌کند.
دستگاه سنگ زن شامل یک موتور گرداننده سنگ با سرعت مورد نیاز و یک بستر برای نگهداری قطعه کار درون فیکسچر است. سر سنگ می‌تواند برای قطعه کار ثابت یا متحرک تنظیم شود. ماشین سنگ‌زنی در حین عملیات سایش قطعه حرارت قابل توجهی نیز تولید می‌کند؛ بنابراین نیاز به خنک‌کننده دارد که تا دما بیش از تحمل قطعه کار بالا نرود. حتی خنک‌کننده نیز در مواقعی می‌سوزد. در سنگ‌زنی‌های با دقت بالا حدود ۲۰۰ نانومتر حرارت کمی تولید می‌شود که نیاز به خنک کاری ندارد.

## فرایندهای سنگ‌زنی

عملیات‌های مختلف سنگ‌زنی. ۱-سنگ‌زنی سطح تخت ۲-سنگ‌زنی طولی جانبی ۳-سنگ‌زنی استوانه‌ای طولی ۴-سنگ‌زنی استوانه‌ای تقاطعی ۵-سنگ‌زنی استوانه‌ای بدون مرغک (سنترلِس)

انتخاب اینکه کدام یک از عملیات سنگ‌زنی زیر استفاده می‌شود با توجه به اندازه، شکل، ویژگی‌ها و میزان تولید مورد نظر تعیین می‌شود.

### سنگ‌زنی سطح تخت (Surface grinding)
در فرایند سنگ‌زنی سطح تخت از یک چرخ ساینده دورانی برای حذف مواد و ایجاد یک سطح تخت استفاده می‌شود. تلورانس‌های قابل دستیابی به این روش برای سطوح تخت ۵٫۱ میکرومتر و برای سطوح موازی ۷٫۶ میکرومتر می‌باشد.
دستگاه سنگ تخت معمولاً شامل وسیله ای برای گرفتن قطعه کار است که به آن کارگیر می‌گویند. این کارگیر می‌تواند الکترومغناطیسی بوده یا با خلاء کار کند.
سنگ‌زنی معمولاً برای چدنها و فولادها به کار می‌رود چرا که اولا این فلزات مغناطیسی بوده و توسط کارگیر مغناطیسی به راحتی می‌توان آنها را ثابت کرد، ثانیاً این فلزات تمایل کمتری به ذوب شدن و چسبیدن به چرخ ساینده دارند. از فرایند سنگ‌زنی معمولاً برای موادی مانند آلومینیوم، فولاد زنگ نزن، برنج، و پلاستیک‌ها کمتر استفاده می‌شود، چرا که این مواد تمایل زیادی به چسبیدن به چرخ ساینده دارند و در نتیجه از ادامه فرایند جلوگیری می‌کنند. این مواد نسبت به چدن‌ها و فولادها تمایل بیشتری به چسبیدن به چرخ دارند اما توسط روش‌های خاصی سنگ‌زنی این مواد نیز امکان‌پذیر است.

### سنگ‌زنی خوراک-خزشی (Creep-feed grinding)

#### سنگ‌زنی خوراک-خزشی (Creep-feed grinding)
سنگ‌زنی خوراک خزشی مخصوصاً برای آلیاژهایی که ماشینکاری آنها دشوار است، یا سنگ‌زنی شیارهای عمیق با وجوه موازی یا ماشینکاری پروفیل‌های پیچیده بر روی مواد سخت کاربرد دارد.
این روش در اواخر دهه ۱۹۵۰ توسط ادموند و گرهارد لنگ در آلمان اختراع شد. برخلاف سنگ‌زنی معمولی، که در درجه اول برای پرداخت نهایی سطوح مورد استفاده قرار می‌گیرد، سنگ‌زنی خوراک-خزشی برای حذف میزان بالای مواد استفاده می‌شود، و با فرزکاری و تراشکاری به عنوان یک انتخاب فرایند تولید رقابت می‌کند. عمق براده برداری در این فرایند نهایتاً تا ۶ میلی‌متر بوده و سرعت قطعه کار پایین می‌باشد. برای پایین نگه داشتن دمای قطعه کار و بهبود زبری سطح (تا نهایت ۱٫۶ میکرومتر Rmax) از چسب رزین نرم تری استفاده می‌شود.
حذف ۱۶ سانتی‌متر مکعب از ماده توسط روش سنگ‌زنی خوراک-خزشی ۱۱۷ ثانیه زمان می‌برد و این در حالی است که حذف همین مقدار ماده توسط سنگ‌زنی دقیق بیش از ۲۰۰ ثانیه طول خواهد کشید. از معایب روش سنگ‌زنی خوراک خزشی نیاز مداوم آن به تیز کردن سنگ بوده، و نیاز به توان بالای اسپیندل دارد (۳۸ کیلووات). همچنین این روش در ابعاد قطعه کار محدودیت دارد.
روش سنگ‌زنی خوراک خزشی که اغلب در حالت سنگ‌زنی تخت انجام می‌شود، کاملاً با سنگ‌زنی معمولی سطح تخت متفاوت است. عمق برش ۱۰۰۰ تا ۱۰۰۰۰ برابر افزایش می‌یابد ولی نسبت خوراک کار (feed) نیز به همان نسبت کاهش می‌یابد. از این رو به آن سنگ‌زنی خوراک-خزشی گفته می‌شود (یعنی feed بسیار کم است). طول کمان بلند تماس بین چرخ سنگ و قطعه کار باعث افزایش نیروهای برش و توان مورد نیاز می‌شود. به همین دلیل ماشین ابزارهایی که این نوع سنگ‌زنی را انجام می‌دهند باید به‌طور خاص طراحی شوند و دارای خواصی از قبیل: پایداری استاتیکی و دینامیکی بالا، راه‌های آزاد و بدون پدیده stick-slip (چسبیدن به زمین و جدا شدن ناگهانی)، میرایی کافی، اسب بخار بالا، سرعت اسپیندل کاملاً متغیر، تغذیه میز متغیر اما بسیار پایدار (مخصوصاً در محدوده‌های پایین)، سیستم‌های خنک کاری فشار بالا و تجهیزات یکپارچه تیزکاری سنگ یا دِرِسینگ (dressing) باشند.

#### سنگ‌زنی عمیق پربازده (High-efficiency deep grinding)
در این روش از صفحه‌های پوشش داده شده استفاده می‌شود که نیازی به تیزکاری نداشته و چرخ‌های آن بیشتر از سایر چرخ‌ها دوام می‌آورد. این عمل باعث کاهش هزینه کلی دستگاه می‌شود. از سنگ‌زنی عمیق پربازده می‌توان برای قطعاتی با طول زیاد استفاده کرد. سرعت حذف مواد ۱۶ سانتی‌متر مکعب در ۸۳ ثانیه است. این روش به یک اسپیندل با سرعت و توان بالا نیاز دارد.

#### سنگ‌زنی پوست (Peel grinding)
این روش که با نام Quickpoint در سال ۱۹۸۵ توسط کارخانه ماشین‌سازی اروین یونکر، در نوردراخ، آلمان ثبت اختراع شد، از یک چرخ نازک با مواد ساینده فوق‌العاده قوی استفاده می‌کند که تقریباً موازی با قطعه کار استوانه‌ای می‌چرخد و تا حدودی مانند یک ابزار چرخشی بر روی دستگاه تراش کار می‌کند.

#### سنگ‌زنی فوق-سریع (Ultra-high speed grinding)
سنگ‌زنی فوق-سریع می‌تواند با سرعتی بالاتر از ۲۰۰ متر بر ثانیه کار کند و ۴۱ ثانیه طول بکشد تا ۱۶ سانتی‌متر مکعب را بتراشد، اما هنوز در مرحله تحقیق و توسعه است. این روش نیز به یک اسپیندل پرقدرت و پرسرعت نیاز دارد.

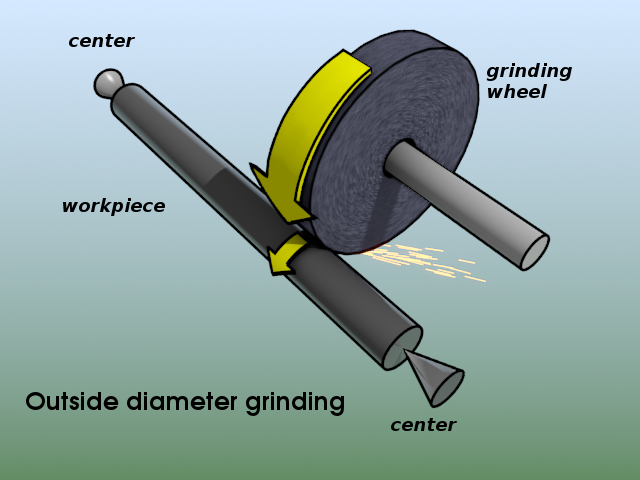
سنگ‌زنی استوانه‌ای قطر خارجی

### سنگ‌زنی استوانه‌ای (Cylindrical grinding)
سنگ‌زنی استوانه‌ای (که به آن سنگ‌زنی مرغکی نیز گفته می‌شود) برای سنگ‌زنی سطوح استوانه‌ای و شانه‌های قطعه کار استفاده می‌شود. قطعه کار توسط گیره قلبی (lathe dog) بر روی مرغک‌ها نصب شده و چرخانده می‌شود. چرخ ساینده و قطعه کار توسط موتورهای جداگانه و با سرعت‌های مختلف چرخانده می‌شوند. میز را می‌توان برای تولید مخروط نیز تنظیم کرد. سر چرخ قابل چرخش است. پنج نوع سنگ‌زنی استوانه‌ای عبارتند از: سنگ‌زنی قطر خارجی (OD)، سنگ‌زنی قطر داخلی (ID)، سنگ‌زنی فروبردنی، سنگ‌زنی خوراک-خزشی، و سنگ‌زنی بدون مرغک یا سنترلس.

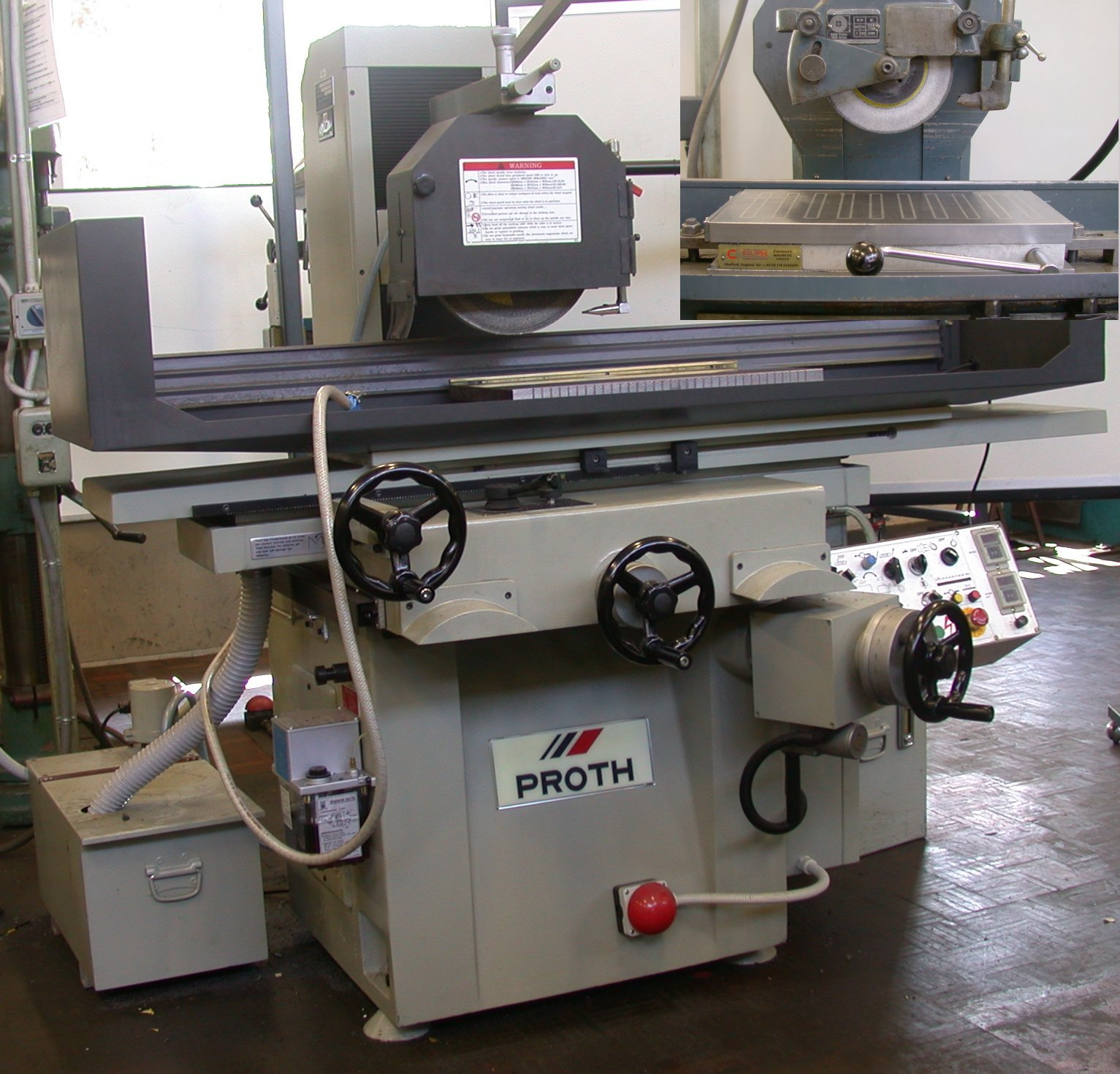
یک دستگاه سنگ تخت که دارای گیره الکترومغناطیسی است. این دستگاه در ایران به نام دستگاه سنگ مغناطیس شهرت یافته‌است.

### سایر روش‌ها

شماتیک سنگ‌زنی سنترلس.

#### سنگ‌زنی سنترلس یا بدون مرغک (Centerless grinding)
سنگ‌زنی سنترلس یا بدون مرغک یک فرایند جایگزین برای سنگ‌زنی سطوح استوانه‌ای خارجی و داخلی است. همان‌طور که از نام آن مشخص است، در این روش قطعه کار بین دو مرغک نگهداری نمی‌شود. این امر موجب کاهش زمان مورد نیاز انجام فرایند سنگ‌زنی می‌شود، از این رو، سنگ‌زنی بدون مرغک اغلب برای کارهای با نرخ تولید بالا استفاده می‌شود.
در این روش قطعه کار به‌جای استفاده از مرغک یا سه نظام توسط یک تیغه نگه داشته می‌شود.
روش سنگ‌زنی سنترلس خارجی، شامل دو عدد چرخ می‌باشد، که یکی سنگ بوده و دیگری وظیفه تنظیم قطعه کار را به عهده دارد. قطعه کار که می‌تواند یک قطعه استوانه‌ای کوتاه یا بلند باشد (برای مثال ۳ تا ۴ متر)، توسط یک تیغه، ساپورت و نگهداری شده، و از بین دو چرخ عبور داده می‌شود. با چرخش سنگ با سرعت حدود ۱۲۰۰ دور بر دقیقه، قطعه کار سنگ زده می‌شود.

#### سنگ‌زنی الکتروشیمیایی (سنگ‌زنی الکتروشیمیایی)

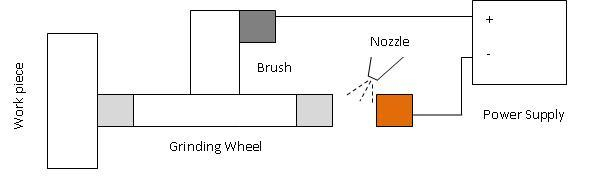
شماتیک سنگ‌زنی به روش تیزکاری در حین کار (ELID)